# Centrum przesiadkowe Sądowa
Centrum przesiadkowe Sądowa, także Międzynarodowy Dworzec Autobusowy Katowice – jedno z czterech centrów przesiadkowych w Katowicach. Obsługuje połączenia miastowe, międzymiastowe oraz międzynarodowe o charakterze autobus – komunikacja indywidualna.
Położone jest przy ulicy Sądowej, nieopodal stacji kolejowej Katowice, na terenie dzielnicy Śródmieście.
Centrum dedykowane jest przewoźnikom, obsługującym kursy dalekobieżne (krajowe i międzynarodowe). Węzeł umożliwia przesiadki z autobusów transportu miejskiego na autobusy dalekobieżne. Koszt inwestycji wyniósł 56,9 mln zł. Powstał budynek, w którym na parterze znajdzie się poczekalnia dla połączeń lokalnych, a na piętrze – dla połączeń międzynarodowych. Na terenie węzła przesiadkowego znajduje się wiata rowerowa i parking na 50 samochodów. Pierwsze autobusy z dworca odjechały 30 września 2020 roku.